# 420 TCN
420 TCN là một năm trong lịch La Mã.